# Ripont
Ripont est une ancienne commune française du département de la Marne.

## Toponymie
Ripont, village détruit en 1914-1918, est attesté sous les formes Reipons (1250) ; Repont (1248) ; Rippont, Rippons (1346) ; Ripo[n]t, Ripon (1538).

Ce toponyme est issu du latin Rivus qui en langue d'oïl évoluera vers Ri, Ru. Ripont est donc le « pont sur le ruisseau » ( pont enjambant la Dormoise ).

## Histoire

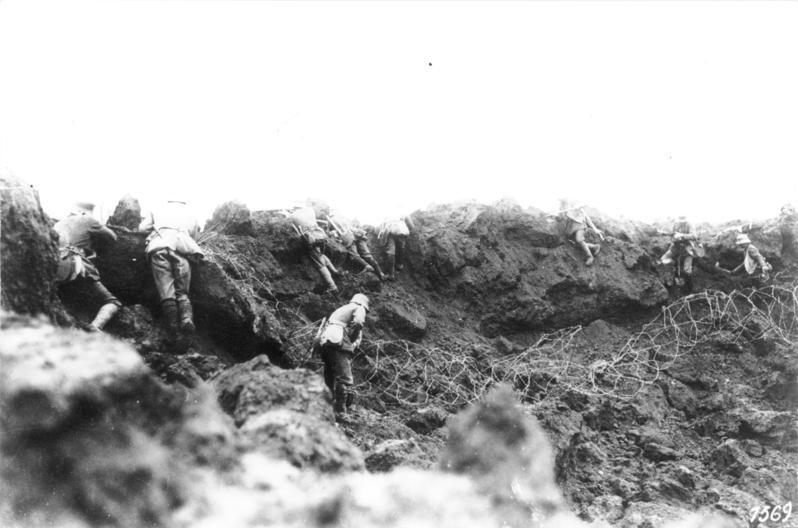
soldats allemands d'une brigade de « Sturmtrupp » sur le bord d'un entonnoir résultant de l'explosion d'une "mine", à Ripont, le 21 mars 1917.

Le village de Ripont comptait 84 habitants en 1911. Ripont était particulièrement connue pour son pèlerinage annuel à saint Christophe. Pendant la Première Guerre mondiale, le village fut anéanti. Il ne s'est plus jamais relevé, victime de cette guerre.
Lors de la création du camp militaire de Suippes en 1950, la commune fut officiellement supprimée, et son territoire rattaché à la commune voisine de Rouvroy, qui prit alors le nom de Rouvroy-Ripont pour perpétuer la mémoire du village disparu.

## Décorations françaises
Croix de guerre 1914-1918 : 1er octobre 1920

## Géographie
Ripont se trouve dans le nord-est du département de la Marne, entre Reims et Verdun, le long de la route qui reliait Cernay-en-Dormois à Sommepy via Tahure.

## Démographie
| 1793 | 1800 | 1806 | 1821 | 1831 | 1836 | 1841 | 1846 | 1851 |
| ---- | ---- | ---- | ---- | ---- | ---- | ---- | ---- | ---- |
| 67   | 104  | 88   | 119  | 52   | 151  | 148  | 140  | 149  |

| 1856 | 1861 | 1866 | 1872 | 1876 | 1881 | 1886 | 1891 | 1896 |
| ---- | ---- | ---- | ---- | ---- | ---- | ---- | ---- | ---- |
| 149  | 138  | 167  | 160  | 144  | 121  | 112  | 118  | 95   |

| 1901 | 1906 | 1911 | 1921 | 1926 | 1931 | 1936 | 1946 | - |
| ---- | ---- | ---- | ---- | ---- | ---- | ---- | ---- | - |
| 77   | 88   | 84   | 0    | 0    | 0    | 0    | 0    | - |